# Arnaud Boisset
Arnaud Boisset (8 maggio 1998) è uno sciatore alpino svizzero.

## Biografia
Specialista delle prove veloci attivo dal novembre del 2014, in Coppa Europa Boisset ha esordito il 26 gennaio 2016 a Davos in discesa libera (89º), ha colto il primo podio il 29 gennaio 2019 a Chamonix nella medesima specialità (3º) e la prima vittoria il 15 febbraio 2023 a Garmisch-Partenkirchen in supergigante; nella stagione 2022-2023 ha vinto la classifica di supergigante ed è stato 3º in quella generale. In Coppa del Mondo ha debuttato il 15 dicembre 2023 in Val Gardena in supergigante (19º) e ha conquistato il primo podio il 22 marzo 2024 a Saalbach-Hinterglemm nella stessa specialità (3º); non ha preso parte a rassegne olimpiche o iridate.

## Palmarès

### Coppa del Mondo
- Miglior piazzamento in classifica generale: 35º nel 2024
- 1 podio (in supergigante)
  - 1 terzo posto

### Coppa Europa
- Miglior piazzamento in classifica generale: 3º nel 2023
- Vincitore della classifica di supergigante nel 2023
- 8 podi:
  - 3 vittorie
  - 2 secondi posti
  - 3 terzi posti

#### Coppa Europa - vittorie
| Data             | Località               | Paese    | Specialità |
| ---------------- | ---------------------- | -------- | ---------- |
| 15 febbraio 2023 | Garmisch-Partenkirchen | Germania | SG         |
| 19 marzo 2023    | Narvik                 | Norvegia | SG         |
| 8 marzo 2024     | Verbier                | Svizzera | SG         |

Legenda:

SG = supergigante

### Campionati svizzeri
- 1 medaglia:
  - 1 argento (discesa libera nel 2023)